# 魔法少女アニメ
魔法少女アニメ（まほうしょうじょアニメ）、もしくは魔女っ子アニメ（まじょっこアニメ）は、魔法など神秘的な力を持つ魔法少女を主役とする活躍や引き起こされる騒動をテーマとするアニメのジャンルの一種。
物語類型としてはエブリデイマジックの派生で、どこからかやってきた魔法使いの少女が日常の騒動を魔法で解決するというもの、アイドルになって活躍するなど少女のままではできないことを年長の女性に変身することで実現するというものなど様々である。美少女が変身し敵と戦う戦闘美少女物の中にも魔法少女アニメとみなされる作品がある。
最初の魔法少女アニメは『魔法使いサリー』（1966年、東映動画）。他に『ひみつのアッコちゃん』（1969年、東映動画）、『美少女戦士セーラームーン』（1992年、東映動画）などが有名。主に少女向けないし女児向けとされるが、ティーン層や男性からの支持を受けた作品も多い。

## 歴史

### 1960年代から1980年代
1960年代の日本でアニメと言えば少年向けのものであり、少女向けは皆無でテレビ業界においては少女漫画は当たらないという固定観念があった。
1966年 『奥さまは魔女』が放映され性別を問わず人気を得ると少年向けアニメを制作していた東映動画は『奥さまは魔女』の子供版を製作することを考え異世界から来た魔法使いの少女が活躍する横山光輝の漫画『魔法使いサニー』（後に『魔法使いサリー』に改題）が連載開始された。
最初の少女向けアニメとなった『魔法使いサリー』は、当時の少女マンガに良く見られたメロドラマ的な作品ではなく、『奥さまは魔女』を踏襲したスラップスティックコメディの要素があり、狙い通り少年からも人気を得ていた。
次に東映動画は赤塚不二夫の漫画『ひみつのアッコちゃん』をアニメ化した。これは普通の少女が何にでも変身できる魔法のコンパクトを手に入れて活躍するという物語である。
『サリー』は魔法の国からやってきた少女が主人公である一方、『アッコちゃん』は一般家庭の少女が魔法を授かる物語であり、このジャンルの2大類型の典型例とされる。また、この時代には他に多くの少女向けアニメが制作され国民的人気を得ており、少女向けアニメの黄金期であった。
3作目となる『魔法のマコちゃん』からは少女向けの色彩が強くなっていった。東映動画は1980年までに不思議な力を持つ少女が活躍する作品を9本制作した。この種の作品はいつしか魔女っ子アニメまたは魔法少女アニメと呼ばれるようになった。
1980年の『魔法少女ララベル』を最後に東映動画が魔法少女アニメの制作を休止した後は、葦プロダクションが『魔法のプリンセス ミンキーモモ』を制作した。これは当時の少女が持っていた職業婦人へのあこがれを背景にして、大人への変身に限定された魔法の力を軸にしたテーマ性の強い作品であり、究極的には魔法の否定という主題も内包していた。この後を追ったスタジオぴえろの『魔法の天使クリィミーマミ』は魔法で変身しアイドルになるというストーリーで、類似の主題を持っていた。この2作品はいわゆる「おたく」と呼ばれる人々にも人気があった。1990年代初頭までの新作の多くは、葦プロダクションかスタジオぴえろの制作であった。この時期は第二期魔法少女ブームとも呼ばれていたが、アニメ全体で見れば少年向けアニメが強かった。

### 1990年代から2010年代
1992年に美少女戦士セーラームーンが登場するとブームになり、少女向けアニメ人気が復活した。これは5人の美少女が惑星の戦士に変身し敵と戦うという物語で、従来の少女向けアニメ、魔法少女アニメの要素に加え、戦隊物の要素も加わり、男女問わず人気を得た。少し遅れて『愛天使伝説ウェディングピーチ』、『ナースエンジェルりりかSOS』など同様の主題を持つ作品がいくつか現れている。一方で、『姫ちゃんのリボン』、『おジャ魔女どれみ』など魔法少女アニメの従来のイメージを発展させた作品も制作され続けたが、2000年代に女児向け市場での『プリキュアシリーズ』一人勝ち、少子化と全日帯アニメの衰退といった状況が重なり、減少していく。
魔法少女アニメが制作されていくにつれて、ストックキャラクターとしての魔法少女のイメージも固定されていった。それは、小動物のお供を連れていて、魔法少女に変身し、魔法のバトンないしステッキで魔法を行使するというものでおある。既存のキャラクターの役割を魔法少女に置き換えるパロディはよく見ることができる。
全日帯アニメ・子供向けアニメが数を減らす一方、深夜アニメなどでの男性向け作品での魔法少女パロディが定番となり増加し、『天地無用!』シリーズでのお遊び企画からは新たにプリティサミーというキャラクターが生み出され、1996年に『魔法少女プリティサミー』という独立したテレビアニメシリーズとなった。魔法少女そのものをパロディ化した初期の作品としては2001年に『ぷにぷに☆ぽえみぃ』、2002年の『邪道魔法少女シリーズ』がある。また『魔法少女リリカルなのは』のように少年漫画的な構造を持つものも現れた。
2011年の『魔法少女まどか☆マギカ』では明るいメルヘン・ファンタジーという魔法少女の定型的イメージを逆手にとり、魔法によって願いを叶えることによる重い代償に翻弄される少女達の過酷な運命を描いた。

## 魔法の道具
初期の作品では主人公が持つ「魔法」能力は先天的なもの（主人公は生まれついての「魔女」）であり、魔法を使う際、特に道具（アイテム）を要しないことが多かった。一方『ひみつのアッコちゃん』以来の後天的に魔法能力を得た少女が主人公の作品が1980年代以降に主流になり、玩具メーカーの要請で、魔法を使う際に道具（ステッキなど）を用いる作品が増えた。日本における魔法使いのビジュアルは『魔法使いサリー』と同時期のドラマ『コメットさん』が『メリーポピンズ』の影響下にある事から判るとおり、アメリカのディズニー作品の影響によるものであり。「魔法と言えば魔法のステッキ」という概念も同社のアニメ作品の『シンデレラ』や『ピノキオ』など映画に登場する魔法使いの影響が大きいとみられる。日本では『魔法使いサリー』のオープニングアニメでは、すでに魔法のステッキが登場しているが、決定的であったのは、直後の『コメットさん』で登場した星かざりのついたバトンである。本作でのステッキの使用が魔法少女といえば魔法のバトンというイメージが定着したとされる。

## スポンサー
作品のスポンサーとして、前述の「魔法の道具」をはじめ作中のキャラクターやコスチュームなどのグッズを玩具や文具・食品などの商品化を請け負うメーカーがつく事がほとんどである。『セーラームーン』のヒット以降、様々な作品においてコスチュームチェンジとグループ化が盛りこまれる事があった。これはキャラが増える分だけ玩具（コスチュームのアパレルも含む）の種類を増やせるというスポンサー側のメリットによって促進されている面もあった。時には新キャラクター、新アイテムを強引に登場させようとして制作者を困惑させることがあった。一方で商品の売れ行きさえ良ければアニメの内容には干渉することがなく、制作者は多様な物語を制作することができた。

## 代表的な作品

### 少女向け
東映動画による初期の魔法少女アニメ。東映魔女っ子シリーズ。
- 『魔法使いサリー』（1966年）
- 『ひみつのアッコちゃん』（1969年）
- 『魔法のマコちゃん』（1970年）
- 『さるとびエッちゃん』（1971年）
- 『魔法使いチャッピー』（1972年）
- 『ミラクル少女リミットちゃん』（1973年）
- 『魔女っ子メグちゃん』（1974年）
- 『花の子ルンルン』（1979年）
- 『魔法少女ララベル』（1980年）

戦闘メインでない魔法少女アニメの中で特にオタクからも人気を得ていた作品。この2作品は（戦闘美少女でない）変身魔法少女アニメである。
- 『魔法のプリンセス ミンキーモモ』（1982年、制作：葦プロダクション）
- 『魔法の天使クリィミーマミ』（1983年、制作：スタジオぴえろ）

魔法少女アニメに戦闘美少女の要素を付加した作品
- 『美少女戦士セーラームーン』（1992年、制作：東映動画）
- 『魔法騎士レイアース』（1994年、制作：東京ムービー新社）
- 『ふたりはプリキュア』（2004年、制作：東映アニメーション）

リバイバル的作品
- 『カードキャプターさくら』（1998年、制作：マッドハウス）
- 『おジャ魔女どれみ』（1999年、制作：東映アニメーション）

### 男性向け
魔法少女は萌えキャラの類型の一つでもある。参考として、深夜アニメの魔法少女物の萌えアニメの例を以下に挙げる。
- 『ナースウィッチ小麦ちゃんマジカルて』（2002年、制作：タツノコプロ／京都アニメーション）
- 『魔法少女リリカルなのは』（2004年、制作：セブン・アークス）[注釈 2]
- 『撲殺天使ドクロちゃん』（2005年、制作：ハルフィルムメーカー）
- 『もえたん』（2007年、制作：アクタス）

魔法少女アニメのフォーマットで作られたダークファンタジー
- 『魔法少女まどか☆マギカ』（2011年、制作：シャフト）
- 『魔法少女育成計画』(2016年、制作 :  - Lerche）